# 硫化镓
硫化镓是镓的多种硫化物之一，化学式为Ga2S3。

## 制备
硫化镓可由金属镓和硫化氢在高温下反应制得。

## 化学性质
硫化镓可以缓慢在水中分解，在热水中迅速分解，并放出硫化氢。它和稀盐酸反应，也会生成硫化氢：
Ga2S3 + 6HCl → 2GaCl3 + 3H2S